# Dame-Marie, Orne
Dame-Marie là một xã thuộc tỉnh Orne vùng Normandie tây bắc nước nước Pháp. Xã này nằm ở khu vực có độ cao trung bình 150 mét trên mực nước biển.